# 블루밍턴 블루머스
블루밍턴 블루머스(Bloomington Bloomers)는 미국 일리노이주 블루밍턴을 연고지로 했던 마이너 리그 베이스볼 팀으로, 1888년부터 1939년까지 존속했다. 세인트루이스 카디널스(1935년), 클리블랜드 인디언스(1938년), 시카고 컵스(1939년) 산하에 있었다. 가장 오래 참가한 리그는 일리노이 아이오와 인디애나 리그였고, 홈구장은 팬스 필드였다.

## 역대 주요 선수
- 클라크 그리피스
- 벌리 그라임스
- 할 펙
- 조니 슈미츠
- 블릭스 도넬리
- 빌 콕스
- 하위 크리스트
- 하이 반덴버그
- 하워드 메이플
- 잭 토빈
- 브루스 캠벨
- 필 콜린스
- 맥 앨리슨
- 짐 블루재킷
- 해리 베이
- 레스 누나메이커
- 빌 스틴
- 아트 윌슨
- 조지 모리아티
- 조지 키프
- 프랭크 딜런
- 알프레드 로슨